# Campylobacter
Campylobacter este un gen de bacterii Gram-negative cu formă alungită, de litera S, motile, din încrengătura Campylobacterota. Speciile de Campylobacter sunt bacterii patogene la om și produc diaree infecțioasă.

## Specii
- C. coli
- C. concisus
- C. curvus
- C. faecalis
- C. fetus
- C. gracilis
- C. helveticus
- C. hominis
- C. hyointestinalis
- C. insulaenigrae
- C. jejuni
- C. lanienae
- C. lari
- C. mucosalis
- C. rectus
- C. showae
- C. sputorum
- C. upsaliensis